# Jarmila Cysařová
Jarmila Cysařová (10. října 1929 Praha – 23. listopadu 2013) byla česká televizní recenzentka, historička a spisovatelka. Ve svých pracích se zaměřila zejména na československou televizní tvorbu 50. a 60. let 20. století. V mládí pracovala také jako divadelní herečka.

## Životopis
Studovala Fakultu sociálních věd Univerzity Karlovy, svoji rigorózní práci již z politických důvodů nemohla obhájit. V období normalizace byla nucena zastávat zaměstnání mimo televizi. Pracovala jako myčka laboratorního skla a později jako laborantka v Ústavu sér a očkovacích látek. Po revoluci se vrátila k psaní o televizní tvorbě a dějinách Československé televize.

## Dílo
V 60. letech se věnovala reflexi dobové televizní produkce. Od roku 1962 vedla televizní rubriku deníku Práce. V 90. letech se k tomuto tématu vrátila zpětně jako k historické látce.

### Počátky televizní tvorby
V knize 16 × život s televizí. Hovory za obrazovkou se vrátila k počátkům televizního vysílání v Československu (od roku 1953). Kniha je pojatá jako rozhovory s osobnostmi, které stály u pionýrských začátků československé televizní tvorby. Tento postup byl zvolen také proto, že se mnohé materiály z počátků vysílání nedochovaly.

### Televizní publicistika a Pražské jaro
Televize coby masové médium sehrála významnou úlohu při liberalizaci československé společnosti v roce 1968. Tomuto tématu se věnovala v knize Česká televizní publicistika. Svědectví šedesátých let, v níž napsala, že celá řada publicistických pořadů byla svými autory plánována již dříve, ale teprve v reformním roce 1968 se otevřel prostor pro jejich uvedení do veřejného prostoru. Výsledkem byl vznik celé řady publicistických pořadů s přímým politickým vlivem na veřejnost. Reformní působení Československé televize podle ní posilovala neochota konzervativních funkcionářů účastnit se těchto pořadů. Zrušení cenzury v Československu 26. června 1968 bylo podle ní jen formálním aktem potvrzujícím faktický stav v tehdejší mediální sféře. Nárůst kritické publicistiky na televizních obrazovkách vysvětlovala jako návrat ke standardu svobodné společnosti. Vyzdvihovala několik nejvýraznějších a nejodvážnějších publicistických pořadů. Reportáž Otty Bednářové o rehabilitačních procesech z roku 1963 byla odvysílaná ve Zvědavé kameře. Vlastimil Vávra zpracoval ve čtyřdílném dokumentu Na pomoc generální prokuratuře revizi okolností spojených s nevyjasněnou smrtí Jana Masaryka, kdy zpochybnil oficiální verzi událostí. Mezi inovativní a progresivní pořady patřily v roce 1968 také televizní diskuze (Věc veřejná, Mínění proti mínění).

### Svaz československých filmových a televizních umělců (FITES)
Kniha Pokus o občanské společenství. Fites 1965–1970 je kolážovitě sestavená z dokumentů a vzpomínek pamětníků na Svaz československých filmových a televizních umělců FITES a jeho roli v pražském jaru. Mezi citovanými dobovými tiskovinami se objevují také Filmové a televizní noviny – periodikum FITESu. Mezi další její monografické práce patří biografie reportérky Otty Bednářové a novináře a kritika Jiřího Lederera, oba se stali signatáři Charty 77.

### Monografie
- Česká televizní publicistika. Svědectví šedesátých let, Česká televize, Praha: 1993.
- Pokus o občanské společenství. Fites 1965–1970, Fites, 1994.
- 16 × život s televizí. Hovory za obrazovkou, Fites, Praha: 1998.
- Muž, který tu chybí (Český novinář Jiří Lederer 1922–83), Radioservis, 2006.
- Já prostě nemohu žít jinak: Česká publicistka Otka Bednářová, Radioservis, 2010.

### Články v časopise Soudobé dějiny
- Čas přelomu. Garáž OF ČST: 21. listopadu 1989 – 11. ledna 1990, Soudobé dějiny 6, č. 2-3, (1999) s. 297–307.[6]
- "...stát tvrdošíjně na svém..." Neznámý projev Václava Havla z listopadu 1968, Soudobé dějiny 8, č. 1, (2001) s. 166–182.[7]
- Československá televize a politická moc 1953–1989, Soudobé dějiny 9, č. 3–4, (2002) s. 521–537.[8]